# Der Tag, als die Beatles (beinahe) nach Marburg kamen
Der Tag, als die Beatles (beinahe) nach Marburg kamen ist ein mit kleinen Reenactments versehener Dokumentarfilm von 2006. Er wurde von Michael Wulfes im Auftrag des Hessischen Rundfunks in Zusammenarbeit mit ARTE produziert.

## Handlung
Die im Film dargestellte Handlung ist eine Rekonstruktion von Ereignissen, die sich 1966 tatsächlich in der hessischen Universitätsstadt zugetragen haben. Ferdinand Kilian jr. war ein junger Friseur aus Marburg, ein in der ganzen Stadt bekannter „bunter Hund“. Eines Tages taucht im Friseurladen seines strengen Vaters ein Mann auf, der ihm verspricht, die Beatles zu einem Konzert nach Marburg zu holen. Kilian solle alles vorbereiten. Der träumerische Kilian macht sich sofort an die Arbeit, hängt Plakate auf, verkauft Eintrittskarten und organisiert den Auftritt. Nachdem er anfänglich auf Skepsis stößt, dann aber auch die Presse den bevorstehenden Auftritt der Liverpooler „Pilzköpfe“ meldet, verfällt ein guter Teil der Bevölkerung Marburgs mit Kilian ins Beatles-Fieber. Die Sehnsucht nach der „Großen Welt“, nach dem Ausbruch aus der kleinstädtischen Idylle, hat alle blind und taub gemacht für vernünftige Argumente. Als schließlich der Konzerttermin verlegt wird und immer mehr Ungereimtheiten auftauchen, fliegt der ganze Schwindel auf. Kilian ist einem Hochstapler aufgesessen, die Presse entlarvt das Ganze als Schwindel.

## Aufbau
Der Film stellt die Handlung mit Ferdinand Kilian als Mittelpunkt dar. Aufgenommen wurde er in Marburg, mit Einblendung von alten Filmaufnahmen und Fotos. Zusätzlich werden Ausschnitte aus echten Interviews mit Zeitzeugen gezeigt. Der Film geht besonders auf die Persönlichkeit Kilians ein, einen träumerischen Menschen, der unter dem resoluten erzkonservativen Elternhaus und den verknöcherten Lebensvorstellungen der Kriegsgeneration leidet. In seiner tragisch-komischen Beatles-Geschichte spiegelt sich der Generationskonflikt, der in der zweiten Hälfte der 60er-Jahre in Deutschland aufbrach.

## Reaktionen
Rainer Schulze kommentierte den Film für die Frankfurter Allgemeine Zeitung. Er sieht das Lebensgefühl der sechziger Jahre porträtiert -- der Film tauge als pars pro toto für den gespaltenen Zustand zwischen dem neuen, auf individuelle Freiheiten zielende Lebensgefühl der Jugend, und dem traditionellen auf Konventionen bedachten der Älteren. Christian Brückners „unnachahmlichen Kommentar“ sei es zu verdanken, schreibt Schulze, dass eine kurze Marburger Episode „zu einer ironischen Momentaufnahme“ aufgewertet werde. Angelika Kahl lobt in der Münchner Abendzeitung die „liebevoll ironisch inszenierten Spielszenen.“ Wulfes zitiert sie mit den Worten: „Für mich ist das ganze eine Art Liebesfilm. Ein Film über das hässliche Entlein, das glaubt, dass die schönste Frau der Welt es liebt.“
Hans-Rudolf König, der einst mit Kilian das Gesangsduo Caribbean Lords und die Folk-Gruppe King Singers formte, widerspricht den Darstellungen des Films und verweist auf die Unzuverlässigkeit von Zeitzeugen. Als Organisator des Rock-’n’-Roll-orientierten Marburger Tanzkreis sei Kilian mit dem Aufkommen der Beatmusik mit verstärkter Konkurrenz des Club E konfrontiert gewesen. Um Werbung für den Tanzkreis zu machen, habe er sich mit König die Geschichte mit den Beatles ausgedacht. Den mysteriösen Friseurkunden habe es nie gegeben.